# Karelys Otero
Karelys Otero Vargas (17 settembre 1999) è una pallavolista portoricana, libero delle Criollas de Caguas.

## Carriera

### Club
Muove i primi passi nei tornei universitari portoricani, partecipando alla Liga Atlética Interuniversitaria de Puerto Rico prima con la Turabo e poi con la Ana G. Méndez fino al 2021, conquistando due campionati universitari. Parallelamente inizia la carriera da professionista in Liga de Voleibol Superior Femenino, dove è di scena nel 2019 e nel 2020 con le Valencianas de Juncos.
Nella Liga de Voleibol Superior Femenino 2021 approda alle Pinkin de Corozal, dove nel corso di un quadriennio vince due scudetti consecutivi, trasferendosi poi alle Criollas de Caguas per la Liga de Voleibol Superior Femenino 2025, in cui si aggiudica ancora un titolo nazionale.

## Palmarès

### Club
- LAI: 2

2019, 2021
- Campionato portoricano: 3

2022, 2023, 2025